# Ácido cloroso
Ácido cloroso é um composto químico. É um ácido fraco de fórmula HClO2. O ácido como substância pura é instável, mas seus sais, os cloritos (como o clorito de sódio) são bases conjugadas derivadas deste ácido. Estes sais são usados na produção de dióxido de cloro.

## Obtenção
É obtido (embora não em escala industrial) a partir de clorito de bário e ácido sulfúrico diluído:
Ba(ClO2)2 + H2SO4 → BaSO4 + 2 HClO2
O ácido cloroso pode ser gerado partindo-se de um sal clorito ou cloreto precursor, ou ainda de uma combinação de ambos por [[troca 
iônica]].

## Usos
Pode ser utilizado para as remoção de dióxido de enxofre de gases de combustão pela injeção conjuntamente com um sal de um hidroxiácido orgânico tal como o ácido lático, o ácido cítrico, o ácido málico, o ácido tartárico, o ácido glicólico, o ácido oxálico e o ácido mandélico.